# Nádherná Zelená
Nádherná Zelená (v originále La Belle Verte) je francouzský hraný film z roku 1996, který režírovala Coline Serreau podle vlastního scénáře. Film je společenskou kritikou poukazující na negativní stránky životního stylu v moderní společnosti. Film se natáčel v Paříži a v Saint-Andéol ve Francii a v Austrálii v Parachilna a ve Flinders Ranges.

## Děj
Dějiny začínají na vzdálené planetě, kde lidé žijí v naprostém souladu s přírodou. Jejich kultura překonala následky průmyslové revoluce a lidé rozvíjejí především specifické disciplíny jako je telepatie, věštění budoucnosti apod. Díky svému harmonickému způsobu života se dožívají více než 200 let. Při jednom z výročních shromáždění se rozhoduje, na které planety budou vysláni zástupci. Pouze na Zem se dobrovolně nikomu nechce. Poslední návštěvník tam byl asi před 200 lety ve Francii, právě když svrhli krále a probíhala revoluce. Navíc je známo, že tamní společnost je nerozvinutá a extrémně technokratická. Nakonec se rozhodne jedna z žen jménem Mila, že Zemi navštíví, aby zjistila, v jakém stavu se tamní společnost nachází. Ocitne se uprostřed Paříže, kde je šokovaná ze znečištěného ovzduší, nepoživatelných potravin i z toho, že lidé jedí maso a stále používají peníze. Jde proto do katedrály Notre-Dame, kde kdysi její předchůdce ukryl zlaté mince, aby měla peníze na jídlo. Zde zjistí, že jejich předek Ježíš, kterého na Zemi poslali před asi 2000 lety, byl přibit na kříž. Na své pouti městem potkává mnoho nepřátelsky naladěných lidí. Mnoho z nich svými telepatickými schopnostmi tzv. „odpojí“, aby začali vnímat svět kolem sebe neomezeným pohledem. Takto se seznámí s lékařem Maxem a jeho rodinou, čímž se změní jejich život. Za Milou přiletí na Zemi i její dva starší synové, kteří se ale nejprve omylem ocitnou v Austrálii, kde zjistí, že tamní domorodci žijí stejně jako oni a mají podobné schopnosti. V Paříži se zamilují do dvou sester a společně s nimi a s Milou se opět vracejí na svou planetu.

## Obsazení
| Coline Serreau            | Mila                      |
| Vincent Lindon            | Max                       |
| James Thiérrée            | Mesaje                    |
| Samuel Tasinaje           | Mesaul                    |
| Marion Cotillard          | Macha                     |
| Claire Keimová            | Sonia                     |
| Paul Crauchet             | Osam                      |
| Didier Flamand            | politik                   |
| Patrick Timsit            | moderátor                 |
| Denis Podalydès           | Papapote                  |
| Philippine Leroy-Beaulieu | Florence, Maxova manželka |
| Valentin Merlet           | Raoul, Maxův syn          |
| Salomé Stévenin           | Sophie, Maxova dcera      |
| Francis Perrin            | řidič BMW                 |
| Yolande Moreau            | pekařka                   |

## Reflexe a ohlasy
Film byl zmíněn v českém Náboženském infoservisu v souvislosti s kulturou přírodních národů a subkulturou Rainbow Family pro reflexi podobného stylu života. Portál StudentPoint jej uvedl v seznamu Top 25 nejlepších sci-fi filmů všech dob.